# Liber de computo
Liber de computo ist eine belehrende und wissenschaftliche Schrift über Kalender und Osterdatum, die der Benediktinermönch Helperic von Auxerre Ende des 9. Jahrhunderts (vor 900) in mittellateinischer Sprache verfasst hat.

## Zielsetzung
Die Absicht des Werkes ist, wie Helperic im prologus mitteilt, die Unterrichtung der heranwachsenden Mönche:
... annuaque Compoti argumenta vulgatiora, ... ne dum clericus impune ignoraverit ... congessi ... rusticano sermone ... edisserens
... die einfacheren Argumente zu Kalender und Computus, die jeder Geistliche wissen sollte, gesammelt und in uneleganter Sprache herausgegeben
Damit steht es in der Tradition des Unterrichtprogramms Karls des Großen, durch den der Computus offizielles Fach in den Kloster- und Kathedralschulen geworden war. Der Schulcharakter zeigt sich auch an einigen Stellen durch eine gewisse Schwerfälligkeit, wenn etwa in Kapitel XXVIII die nicht so theorielastige Bestimmung des Schaltjahres (Rest bei der Division durch 4) mühsam vorgerechnet wird.

## Gliederung und Hauptthemen
In 38 Kapiteln werden Erläuterungen zur Thematik Zeit, angefangen vom Jahr bis zum Ostertermin gegeben. Dabei wird weder eine so vollständige, geradezu enzyklopädische Darstellung des Gesamtkomplexes Zeit geboten wie beim Vorbild Beda Venerabilis, noch sind die Ausführungen gut geordnet. Es werden bis Kapitel XXIV die Themen Sonnenjahr, concurrentes (Kennzeichnung des Wochentags des 24. März), feriae, regulares (repräsentiert das Mondalter am 1ten Tag des Monats bei Epakte 0), epacten, embolismus, Mondlauf, Zeit seit der Geburt Christi und indictio vorgestellt. Von Kapitel XXV an werden einige dieser Themen mit besonderem Bezug zum Ostertermin erneut behandelt und besonders die Thematik aequinoctium/solsticium. Es werden mehrere Aspekte der Bestimmung des Ostertermin beleuchtet.

## Besondere Themenschwerpunkte

### Der Tierkreis
Während in De temporum ratione der Weg der Sonne durch den Tierkreis relativ knapp abgehandelt wird, widmet Helperic diesem Thema in Kapitel II weiten Raum. Hier verlässt er auch die argumenta vulgatiora und kopiert antike Mythen (mittholoicus). Er beruft sich auf den Commentum de Somno Cipionis (Commentarii in Somnium Scipionis) des Macrobius; allerdings findet sich dort keine mythologisch/poetische Ausdeutung der Tierkreiszeichen. Es wird hier das neu erwachte Interesse an astronomischen Vorgängen und Konstellationen seit dem Karolingerreich deutlich, das sich auch in den illustrierten Ausgaben der Aratea des Germanicus zeigt.

### Die Tag- und Nachtgleichen
Die Tag- und Nachgleichen (mittellateinisch: aequinoctium/solstitium) und die Sonnenwenden werden in Kapitel XXXI ausführlich behandelt. Der Weg des Sonnenkreises von Wintersonnenwende in 182 Tagen zur Sommersonnenwende und wieder zurück wird geradezu poetisch dargestellt. Dabei werden die bereits in Kapitel II genannten Tierkreiszeichen erneut aufgezählt. Sommer- und Wintersonnenwende terminiert Helperic korrekt auf den XII Kal. Julii (21.6.) bzw. XII Kal. Januarii (21.12.) und verwirft damit die Werte Beda Venerabilis' (VIII Kal.). Es findet sich auch eine Aufforderung zur praktischen Beobachtung.:
Sin vero hoc etiam oculis deprehender gestis ... Designatis ... in oriente sole ...
Wenn du dies mit eigenen Augen erkennen willst ... Kennzeichne den Punkt der aufgehenden Sonne ...

### Osterdatum
Die Kapitel XXXII – XXXVII beschäftigen sich mit der Bestimmung des Osterdatums. Helperic behandelt dies nicht systematisch, sondern macht seine Schüler mit ausgesuchten Teilaspekten vertraut. Die Ausführungen verraten die Absicht:
Si ergo scire vis quo Kalendarum die quilibet terminus occurrat, lectionem istam memoriter tenere debes
Wenn du wissen willst, an welchem Kalendertag ein beliebiger Ostertermin ist, musst du dies im Gedächtnis behalten
Dabei bietet er seinen Schülern (Kapitel XXXIII) eine der wenigen aus dem Mittelalter überlieferten Anwendungen des Fingerrechnens (computus articularis). Während dies aber bei seinem Vorbild Beda Venerabilis kenntnisreich dargestellt wird (De temporum ratione, 55), hält Helperic lediglich seine Schüler dazu an, vom Daumen ausgehend an den 19 (definierten) Gliedern der linken Hand die Kalendertage durchzugehen und so vom Osterdatum eines Jahres zu dem des nächsten zu kommen. Überdies stimmt dies, zumindest wenn keine weiteren Regularien herangezogen werden, nur bei weniger als einem Drittel der Jahre.

## Überlieferung und Weiterleben
Der Text war zunächst sehr gesucht. Er wurde mehrfach ähnlichen Arbeiten zugrunde gelegt (z. B. Gerland von Besancon); Abbo von Fleury bearbeitete das Werk; Hermann der Lahme scheint das Buch gekannt zu haben – es ähneln sich die Erklärungen verschiedener astronomischer Phänomene und es gibt auch sprachliche Übereinstimmungen; über 20 Handschriften von 900 bis 1150 haben sich, hauptsächlich in deutschen und französischen Bibliotheken, erhalten. Später ließ das Interesse nach. Das Werk wurde lediglich von Bernhard Pez (Thesaurus anecdotorum 2,2,182, 1721–1729) und im Rahmen der Patrologia Latina (CXXXVII, 17–48) veröffentlicht. Eine Übersetzung in die deutsche Sprache liegt nicht vor.